# Falkes de Breauté
Falkes de Breauté, död 1226, var en engelsk militär.
Breauté tjänstgjorde först under Johan utan land och därefter i det rojalistiska partiet under Henrik III:s första tid. Han var senare upprorisk, och tvingades fly från England.